# Liljana Tomova
Liljana Tomova-Todorova (in bulgaro Лиляна Томова-Тодорова?; Plovdiv, 9 agosto 1946) è un'ex mezzofondista bulgara.

## Palmarès

### Europei
- 2 medaglie:
  - 1 oro (Roma 1974 negli 800 m piani)
  - 1 argento (Roma 1974 nei 1500 m piani)

### Europei indoor
- 2 medaglie:
  - 2 argenti (Göteborg 1974 nella staffetta 4x392 m; Monaco di Baviera 1976 negli 800 m piani)